# 스즈키 자이온
스즈키 자이온(일본어: 鈴木 彩艶, 영어: Zion Suzuki 자이언 스즈키[*], 2002년 8월 21일~)은 일본의 축구 선수로 포지션은 골키퍼이다. 미국계 일본인으로 현재 벨기에 프로 리그의 신트트라위던 VV과 일본 축구 국가대표팀에서 활동하고 있다.

## 구단 경력
자이온은 미국 아칸소주 리틀록에서 가나계 미국인 아버지와 일본인 어머니의 아들로 태어났다. 이후 가족들과 함께 일본으로 이주하여 사이타마현 사이타마시 우라와구에서 성장했다.
우라와 레즈 유스팀 출신으로 쇼난 벨마레와의 J리그컵 2021 C조 1차전에서 프로 공식 데뷔전을 치렀다. 2023 시즌까지 공식전 29경기에 출전했으며 2시즌 연속 J리그컵 4강(2021, 2022), 2022년 일본 슈퍼컵 우승, 2022년 AFC 챔피언스리그 우승 등의 성과를 남겼다.
2023년 8월 6일 벨기에 프로 리그의 신트트라위던 VV로 임대 이적했다. 임대 이적 후 세르클러 브뤼허와의 벨기에 프로 리그 2023-24 시즌 5라운드에서 유럽 리그 데뷔전을 치렀다.

## 국가대표팀 경력

### 청소년 대표팀
일본 U-17 대표팀 소속으로 2017년 FIFA U-17 월드컵 본선 엔트리에 합류하여 16강 진출에 일조했지만 주전 골키퍼인 다니 고세이에 밀려 결국 백업에 머물렀다. 그러나 2년 뒤에 열린 2019년 FIFA U-17 월드컵에서는 4경기에 출전해 이 가운데 3번의 클린시트를 기록하며 팀의 16강 진출의 일등공신으로 맹활약을 펼쳤다.
2019년에는 16세의 나이에 2019년 FIFA U-20 월드컵 본선 엔트리에 합류하며 모든 국가들을 통틀어 2번째로 어린 나이에 출전한 선수가 되었지만 이 당시에도 다니 고세이가 주전 골키퍼로 활약하면서 또 다시 백업에 머무르고 말았다.

### U-23 대표팀
자국 일본의 도쿄에서 열린 2020년 하계 올림픽 최종 엔트리에 합류하여 9년만의 일본 올림픽 대표팀의 올림픽 4강 진출에 기여했다. 이듬해에 열린 2022년 AFC U-23 아시안컵에서는 5경기 중 3번의 클린시트를 작성하며 팀의 6년만의 U-23 아시안컵 4강 진출 및 3위 입상을 이끌었다.

### 성인 국가대표팀
자국에서 열린 2022년 EAFF E-1 풋볼 챔피언십을 앞두고 모리야스 하지메 감독이 이끄는 일본 성인 대표팀에 차출되었다. 스즈키는 이 대회에서 홍콩과의 결승 리그 1차전을 통해 A매치 데뷔 경기를 가졌고 클린시트로 팀의 6-0 대승을 이끌며 자신의 A매치 데뷔전을 성공적으로 마무리했다.
그리고 1년 6개월 뒤에 카타르에서 열린 2023년 AFC 아시안컵을 통해 개인 커리어 첫 메이저 대회 데뷔전을 치렀다. 그러나 대회 내내 경기에 영향을 미치는 실수와 반복된 안일한 경기 진행 등 부진한 모습을 보였다. 스즈키는 아시안컵에서 총 8실점을 기록했으며 일본은 8강까지 진출했으나 이란에게 1-2로 패하면서 일본 대표팀의 9년만의 아시안컵 8강 탈락의 원인을 제공했다.

## 통계
| 일본 | 일본 | 일본 |
| 연도 | 출전 | 득점 |
| ---- | ---- | ---- |
| 2022 | 1    | 0    |
| 2023 | 2    | 0    |
| 2024 | 13   | 0    |
| 통산 | 16   | 0    |